# Langenbogen
Langenbogen is een plaats en voormalige gemeente in de Duitse deelstaat Saksen-Anhalt, en maakt deel uit van de Landkreis Saalekreis.
Langenbogen telt 2.634 inwoners.